# De Meer-stadion
De Meer-stadion, nederländska: Stadion De Meer, var hemmaarena för det nederländska fotbollslaget AFC Ajax. Den invigdes 1934 och är enligt vissa idag en av de mest klassisk fotbollsarenorna. Bytet skedde eftersom deras tidigare arena visat sig vara för liten och mer plats behövdes. De Meer-stadion hade ursprungligen plats för cirka 22 000 åskådare, men den maximala kapaciteten ökades senare på till 29 500 åskådarplatser. När stadion stängdes 1996 kunde den dock bara ta emot 19 500 personer.
I takt med att Ajax framgång och popularitet växte i slutet av 1920-talet blev De Meer-stadion otillräcklig för att hålla deras viktiga matcher, vilket ledde till att de spelade sina framträdande matcher på Olympiastadion från 1930 och framåt. Olympiastadion var tidigare också värd för Ajax kvällsmatcher under vardagarna eftersom De Meer-stadion saknade strålkastare fram till mitten av sjuttiotalet.
De Meer-stadion ersattes 1996 av den specialbyggda Amsterdam Arena, som 2018 bytte namn till Johan Cruijff Arena.
Stadion var värd för fem internationella matcher som spelades av Nederländernas fotbollslandslag, samtliga slutade i vinst. Den första matchen, en kvalmatch till fotbolls-VM 1974 mot Island, spelades den 22 augusti 1973 och slutade med en enkel 5-0-seger för Nederländerna. Den sista internationella matchen som spelades på stadion var en vänskapsmatch mot Jugoslavien den 25 mars 1992, där vann Nederländerna med 2-0.
Den sista matchen på De Meer Stadion var en Eredivisie-match mellan Ajax och Willem II den 28 april 1996. Ajax vann matchen med 5-1. Finidi George gjorde ett hattrick, men det sista målet på stadion gjordes av Willem II-anfallaren Jack de Gier.
Efter Ajax avgång revs De Meer-stadion och ett bostadsområde byggdes i dess ställe. Området hyllar stadion genom att namnge nya gator efter berömda fotbollsarenor från hela världen.